# Montagnes russes en position verticale

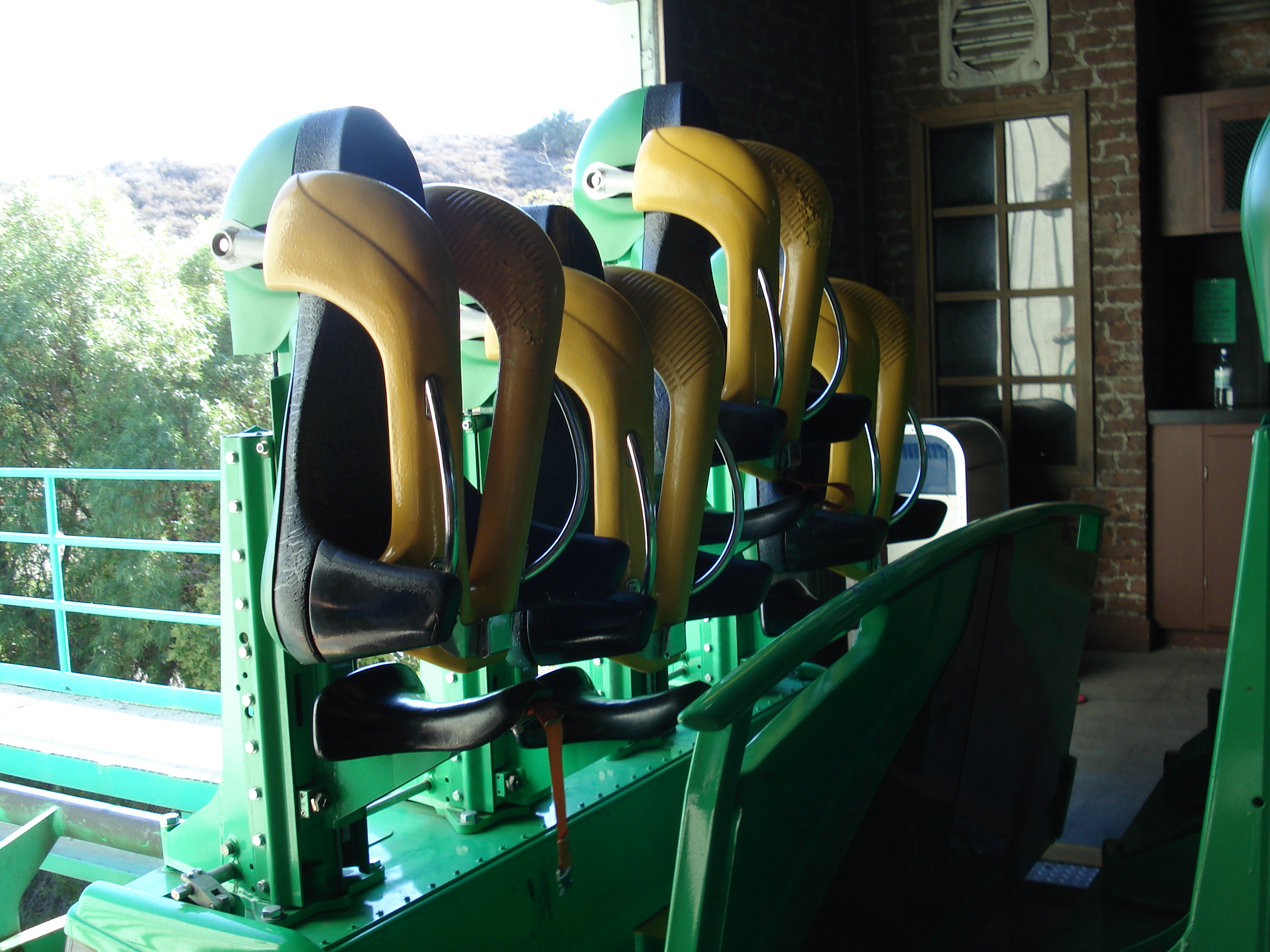
Le train de The Riddler's Revenge à Six Flags Magic Mountain.

Les montagnes russes en position verticale, ou montagnes russes debout, est un type de montagnes russes ayant pour caractéristique que leurs passagers sont en position debout, maintenus par un harnais situé au-dessus des épaules, qu'ils ajustent à leur taille au moment de leur installation.

## Histoire
Les premières montagnes russes de ce type sont inaugurées au Japon en 1982 à un jour d'intervalle, avec Momonga Standing & Looping Coaster à Yomiuri Land, près de Tokyo, et Dangai à Thrill Valley, à Gotenba, dans la Préfecture de Shizuoka. Momonga Standing & Looping coaster, ouvert en 1979, étaient de classiques montagnes russes assises construites par Togo. En 1982, son train fut remplacé par une version debout. Il rouvrit un jour après Dangai (également construit par Togo). Des deux parcours, seul Standing & Looping Coaster est encore opérationnel, Dangai ayant fermé en 2002.
Extremeroller de Worlds of Fun sont des montagnes russes debout qui n'ont fonctionné qu’une seule saison (en 1983) sous cette forme. Le parcours n’ayant pas été dessiné pour en faire une version debout, il fut transformé en montagnes russes assises classiques.
King Cobra (en) à Kings Island est le premier parcours de montagnes russes au monde dessiné spécialement pour des trains aux passagers debout. Conçu par Togo, il fonctionne de 1984 à 2001.
Trois compagnies ont construit ce type de montagnes russes ; Bolliger & Mabillard, Intamin et Togo.

## Attractions de ce type

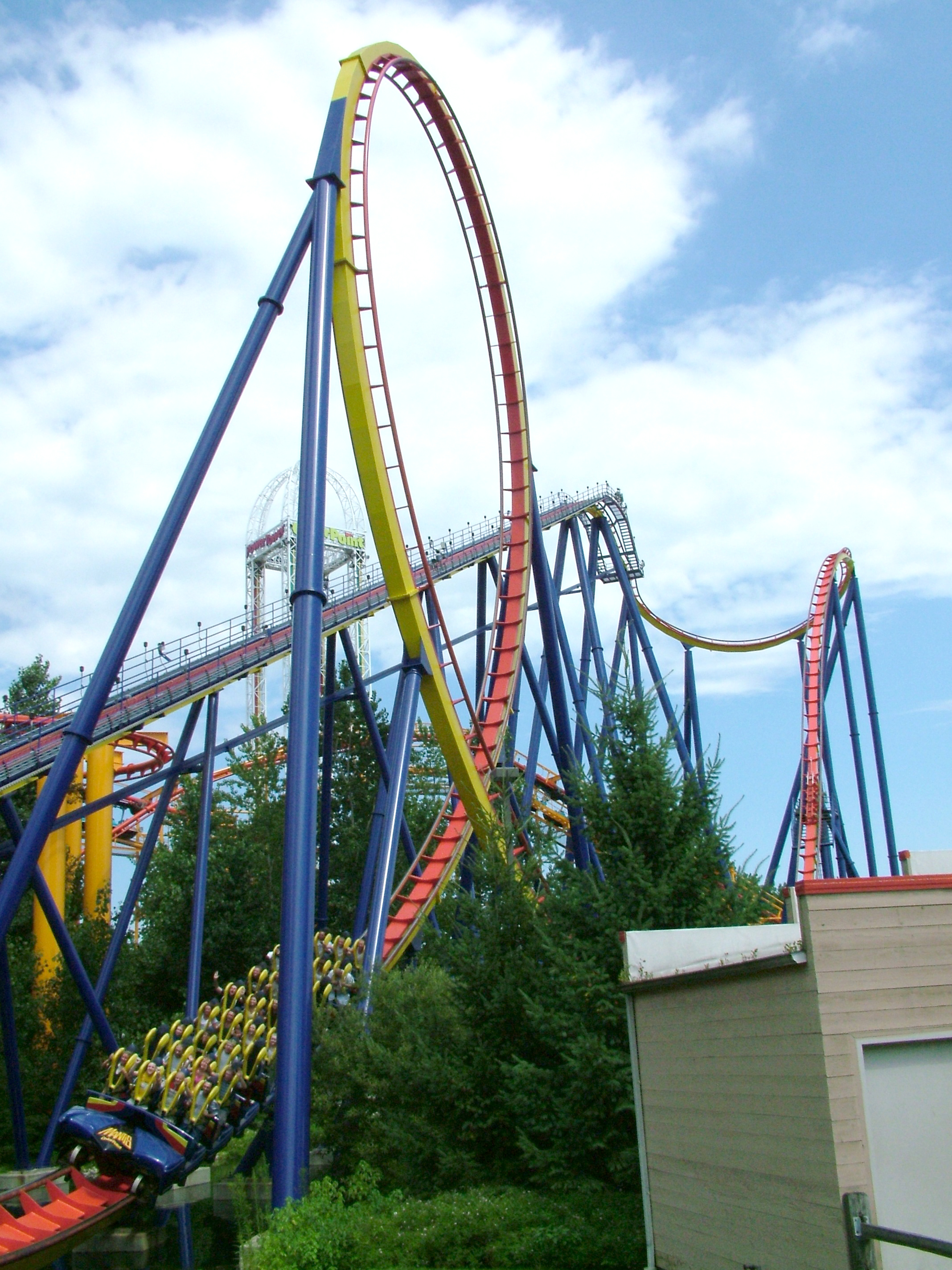
Mantis à Cedar Point

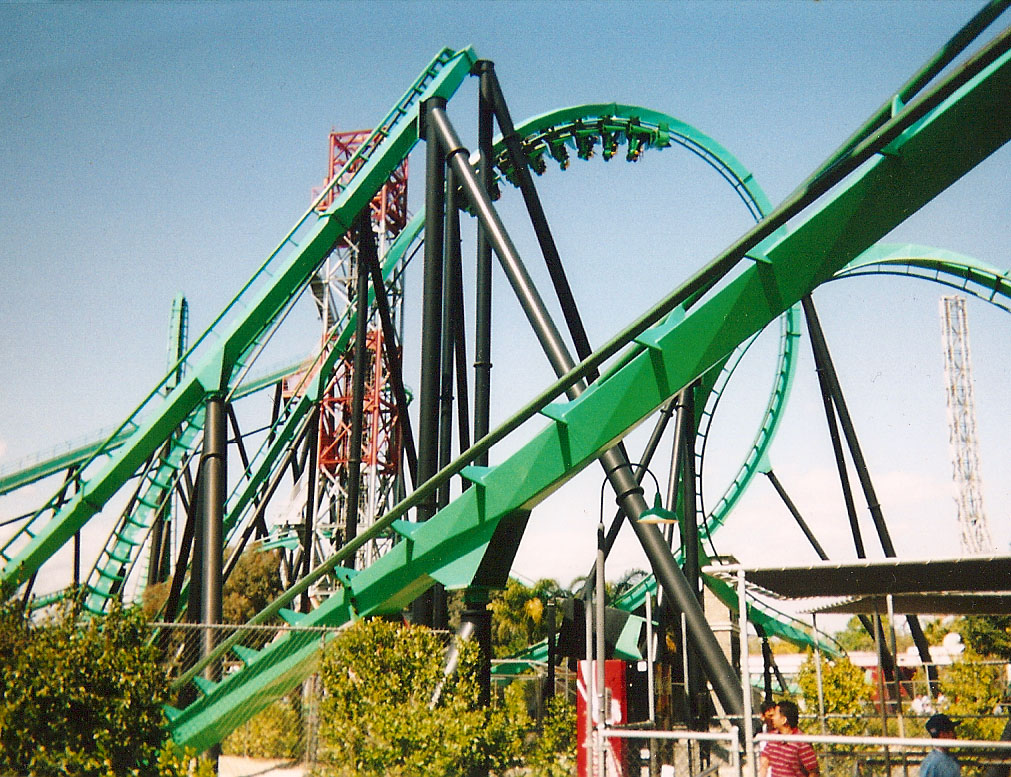
The Riddler's Revenge à Six Flags Magic Mountain

| Nom                                     | Parc                                                                                | Constructeur         | Date                | Statut                                               |
| --------------------------------------- | ----------------------------------------------------------------------------------- | -------------------- | ------------------- | ---------------------------------------------------- |
| Standing & Loop Coaster                 | Yomiuri Land                                                                        | Togo                 | 1979                | Ouvert                                               |
| Dangai                                  | Thrill Valley                                                                       | Togo                 | 1982                | Démoli en 2002                                       |
| King Cobra                              | Kings Island                                                                        | Togo                 | 1984                | Fermé en 2001                                        |
| SkyRider                                | Canada's Wonderland                                                                 | Togo                 | 1985                | Fermé en 2014                                        |
| Standing Coaster Nom inconnu            | Rusutsu Resort Otaru Expo                                                           | Togo                 | 1985 1984           | Ouvert Fermé 1984                                    |
| Shockwave                               | Kings Dominion                                                                      | Togo                 | 1986                | Ouvert                                               |
| Star Jet                                | Washuzan Highland                                                                   | Togo                 | 1986                | Ouvert                                               |
| Iron Wolf                               | Six Flags Great America                                                             | Bolliger & Mabillard | 1990                | Fermé depuis 2011                                    |
| Vortex                                  | California's Great America                                                          | Bolliger & Mabillard | 1991                | Ouvert                                               |
| Vortex                                  | Carowinds                                                                           | Bolliger & Mabillard | 1992                | Ouvert                                               |
| Fujin Raijin II                         | Expoland                                                                            | Togo                 | 1991                | Fermé depuis 2007                                    |
| Cobra Anciennement Stand Up             | La Ronde Skara Sommarland                                                           | Intamin              | 1995 1988           | Fermé en 2016 Démoli en 2017 Fermé en 1994           |
| Mantis                                  | Cedar Point                                                                         | Bolliger & Mabillard | 1996                | Ouvert                                               |
| Chang                                   | Six Flags Kentucky Kingdom                                                          | Bolliger & Mabillard | 1997                | Fermé depuis 2009                                    |
| The Riddler's Revenge                   | Six Flags Magic Mountain                                                            | Bolliger & Mabillard | 1998                | Ouvert                                               |
| Fujin Raijin                            | Mitsui Greenland                                                                    | Togo                 | 1999                | Ouvert                                               |
| Georgia Scorcher                        | Six Flags Over Georgia                                                              | Bolliger & Mabillard | 1999                | Ouvert                                               |
| Nom inconnu Batman The Escape Shockwave | Darien Lake Six Flags Astroworld Six Flags Great Adventure Six Flags Magic Mountain | Intamin              | 2008 1993 1990 1986 | En réserve Fermé en 2005 Fermé en 1992 Fermé en 1988 |